# Hymenocallis choretis
Hymenocallis choretis là một loài thực vật có hoa trong họ Amaryllidaceae. Loài này được Hemsl. mô tả khoa học đầu tiên năm 1884.